# Sollum
Sallum eller As Sallum eller Al Salloum (ar: السلوم) er en landsby i Egypten ved Middelhavet umiddelbart øst for grænsen til Libyen og omkring 145 km øst for Tobruk. Sallum er hovedsageligt et beduinsamfund, hvor man kan købe fødevarer og brændstof, men det har ingen turistaktiviteter eller historiske samlinger. Der er et enkelt hotel (al-Ahrum) og nogle få andre overnatningsmuligheder. Det er bestemt ikke en by, som er vant til rejsende fra Vesten.
Sallum var den romerske havn Baranis, og der er nogle romerske brønde tilbage i området. Det er et handelscentrum for beduinerne. Det ligger på Egyptens nordkyst, men placeringen ved grænsen til Libyen betyder, at det er langt væk fra næsten alting, og der er ikke mange andre attraktioner end en Commonwealth krigskirkegård fra 2. Verdenskrig. Der er et lokalt postkontor og en filial af National Bank of Egypt.
Nogle nærliggende strande kan være isolerede og af interesse, man bør imidlertid bede om tilladelse, inden man besøger disse strande.

## Historie
I historisk sammenhæng omtales Sallum når man vil beskrive omfanget af Italiens invasion af Egypten fra Libyen i 1940. Den 10. italienske arme byggede en række forter i området ved Sallum og Sidi Barrani.
Sallem var et rejsemål i forbindelse med den totale solformørkelse den 29. marts 2006, hvor Sallum var et af de steder, hvor den totale solformørkelse varede længst.